# Adelaide International 2024
Das Adelaide International 2024 war der Name eines Tennisturniers der WTA Tour 2024 für Damen sowie eines Tennisturniers der ATP Tour 2024 für Herren, welche zeitgleich vom 8. bis 13. Januar 2024 in Adelaide stattfanden.

## Herrenturnier
→ Qualifikation: Adelaide International 2024/Herren/Qualifikation

## Damenturnier
→ Qualifikation: Adelaide International 2024/Damen/Qualifikation